# Anelaphus panamensis
Anelaphus panamensis är en skalbaggsart som beskrevs av Linsley 1961. Anelaphus panamensis ingår i släktet Anelaphus och familjen långhorningar.
Artens utbredningsområde är Panama. Inga underarter finns listade i Catalogue of Life.